# Асен Христофоров
Асен Георгиев Христофоров е български икономист, журналист, публицист, писател и преводач.

## Биография

### Ранни години
Асен Христофоров е роден на 16 декември 1910 година в Пловдив. Баща му Георги Христофоров, родом от Стара Загора, е чиновник в местния клон на Българската народна банка, майка му Мария Кръстева произлиза от Панагюрище, по майчина линия от известния джелепски род Хаджидеянови. Асен е първото дете в семейството и има по-малък брат Веселин (р. 1914), който става професор по право, и сестра Адриана (р. 1915), която се омъжва за комунист, направил бърза кариера на дипломатическа служба.
Георги Христофоров умира, докато Асен е още малък, през 1916 година. Майката се жени повторно за Гаврил Христофоров, осиновен син на по-големия му брат, и семейството се издържа главно от наследствени имоти – кино и хотел в Пловдив. През 1917 година Асен отива с майка си в Берлин, където тя започва да следва икономика. Там той тръгва на училище през 1918 – 1919 година преди да се върне в България.
След като завършва прогимназия в Пловдив, през 1924 г. Асен Христофоров постъпва в Робърт колеж в Истанбул, където през 1931 г. получава бакалавърска степен по литература. В Робърт колеж той пише за годишния алманах на колежа и участва в редактирането на училищния вестник „Робърт Колидж Хералд“.
По препоръка на президента на Робърт колеж Кейлъб Гейтс и с негова финансова помощ на 1 август 1931 г. Христофоров заминава за Лондон и постъпва в Лондонското училище по икономика, където учи главно финанси. Там той се сближава със семейството на посланика Панчо Хаджимишев, с чиито деца поддържа приятелски връзки до края на живота си. Оставя интересни спомени от следването си там – „Скици из Лондон“, в които дава подробно описание на академичните традиции и студентския живот в Англия. По време на престоя си в Лондон пише кореспонденции за пловдивския вестник „Борба“ и за софийския „Зора“, а една негова статия е публикувана и в списание „Звено“. През юни 1934 г. Христофоров получава бакалавърска степен по икономика. По финансови причини не успява да защити докторат в Лондон и в самия край на 1934 г. се връща в Пловдив.

### Икономист
Малко след завръщането си в България Асен Христофоров се премества в София, където през юни 1935 г. е назначен за неплатен стажант в Централното управление на Българската народна банка. През септември същата година оглавява новосъздадената Конюнктурна служба при ръководената от Славчо Загоров Главна дирекция на статистиката. От ноември 1937 до февруари 1938 г. е на специализация в Женева и отново посещава за кратко Лондон.
След завръщането си Христофоров постъпва в ръководения от Оскар Андерсон Статистически институт за стопански проучвания към Софийския университет, където с кратко прекъсване работи до септември 1940 година. През 1939 г. се жени за Люба Атанасова, дъщеря на пловдивския адвокат Трифон Атанасов. По това време става хоноруван преподавател в Държавното висше училище за финансови и административни науки (ДВУФАН) (сега УНСС). В началото на 1941 г. започва работа в Търговския, а след това – в Информационния отдел на Софийската търговско-индустриална камара. През 1942 година за три месеца работи отново с Андерсон, който е заминал в Института за световно стопанство в Кил. Остава на работа в Камарата до 1943 г., когато е назначен за редовен доцент в ДВУФАН (от 1945 г. е извънреден професор).
През този период той пише първия си значим труд, „Развитие на конюнктурния цикъл в България, 1934 – 1939 г.“, който през 1940 година получава наградата на Българското икономическо дружество. През 1942 – 1943 г. е редактор на списание „Стопански вести“, което е спряно по лично искане на министър-председателя Добри Божилов. През този период Христофоров е смятан от властите за свързан с политическия кръг „Звено“ и полицията настоява неуспешно за уволнението му от Търговско-индустриалната камара, където работи..
Близък до „Звено“, а според спомени на съпругата му и официално членуващ в организацията, непосредствено след Деветосептемврийския преврат през 1944 г. той участва в създаването на организацията на Отечествения фронт в Юридическия факултет на Софийския университет. По това време той публикува поредица от текстове във вестник „Мир“, която е допълнена и издадена в началото на 1945 г. в самостоятелната автобиографична книга „Скици из Лондон“. През февруари става член на ръководството на възстановеното Българо-британско дружество, а малко по-късно е назначен за търговски съветник в посолството в Лондон, но така и не заема поста. През 1946 г. става секретар на Българското икономическо дружество и редактор на неговото списание.
След 10 ноември 1989 г. в едно от първите свободни и незаглушавани в България предавания на радио Би Би Си британски анализатори, говорейки за антиномията пазарно – планово стопанство, го наричат първия вътрешен критик на възприетия в НРБ икономически модел.

### След Девети септември
Въпреки заеманите след Деветосептемврийския преврат постове, като привърженик на неокласическата икономическа теория и противник на марксизма, Асен Христофоров е смятан за неблагонадежден от комунистическия режим и е уволнен от университета. Това става на 16 октомври 1947 г., по време на вливането на ДВУФН в новосъздадения Факултет за стопански и социални науки при Софийския университет.
След уволнението и неуспешните опити отново да получи преподавателско място, Асен Христофоров заминава за самоковското село Говедарци, което посещава редовно през предходните години и където с материалната помощ на тъста си построява малка къща. Апартаментът му на улица „Неофит Рилски“ № 55 е иззет от властите, като семейството успява да си го върне едва през 1969 г. В Говедарци Христофоров започва да събира краеведска информация, включена в по-късните му работи, издържайки се с преводи за различни учреждения, уроци по английски и продажба на семейни ценности. Съпругата му в продължение на година работи в местното лесничейство, след което се връща в София.
На 16 юни 1951 г. Асен Христофоров е арестуван от Държавна сигурност и е разпитван за контактите си с британското посолство в средата на 1940-те години, за свои критични изказвания за Съветския съюз по същото време и за контактите си с местни антикомунисти в Говедарци. Макар по време на седеммесечното следствие да е принуден да пише признания, че неволно е сътрудничил на британското разузнаване, обвинение не му е повдигнато и в началото на 1952 г. е изпратен в концентрационния лагер Белене, където остава до освобождаването си на 12 септември същата година.
След като е освободен, Христофоров опитва за известно време да работи в строителството, след което през 1953 г. отива да живее в къщата си в Говедарци. Съпругата му остава в София, работейки в туткалената фабрика на Гара Искър. През следващите месеци той започва да публикува спорадично под свое име или под псевдоним кратки текстове в периодичния печат – две статии на икономическа тема, приказки в детски издания, пътеписи, краеведски и пропагандни очерци. През 1955 г. за пръв път от десетилетие издава книга под псевдонима Асен Доспейски и в съавторство с бившия партизанин Станислав Вихров – пропагандната повест „Боен път“. По това време се занимава и с редактиране на преводи, а според някои данни става и автор на няколко книги, издадени под чуждо име.

### Творчество
От средата на 50-те години ограниченията на режима спрямо Асен Христофоров постепенно намаляват, макар че той продължава да бъде смятан за политически подозрителен. Още през 1954 г. е активен участник в Кабинета на преводача при казионния Съюз на българските писатели (СБП), от 1957 г. публикува собствени текстове, а през 1959 г. става член на СБП. През 1960 г. делото му в Държавна сигурност е закрито.
В този период Асен Христофоров се отдава на преводи и писане, публикува мемоарни, пътеписни и краеведски книги: В дебрите на Рила (1957), Скици из Рила (1957), Мацакурци (1958, 2 изд. Вуцидей), Ангария (1960), Искровете (1962) и други. Превежда от английски Белия зъб на Джек Лондон, Джоузеф Андрюз на Хенри Филдинг, сборника с разкази „Дъблинчани“ на Джеймс Джойс, Трима души в една лодка на Джером К. Джером, творби на Емили Бронте и други.
През 60-те години Христофоров е смятан за достатъчно политически безопасен, за да му разрешат да пътува в чужбина, макар и с бюрократични трудности – първоначално в Съветския съюз, а през 1968 и 1969 година – и в Западна Европа, където се среща с някогашни познати в Швейцария и Англия. През този период той боледува от бюргерова болест, през 1965 г. влиза в болница, а второто му посещение в Англия е с цел лечение. За известно време е назначен на щат в СБП, за да може да получи пенсия.
Асен Христофоров умира на 10 август 1970 година в къщата си в Говедарци.

## Памет
На професор Асен Христофоров е наречена улица в квартал „Люлин“ в София (Карта), както и улица в жк „Южен“ в Пловдив.

## Произведения
- Развитие на конюнктурния цикъл в България, 1934 – 1939 г. София, Придворна печатница, 1939.
- Стопанското положение на България от избухването на войната насам. София, 1941 (Отпечатък от сп. на Българското икономическо дружество, г. XL, 1943, кн. 3, безплатно приложение на в. Стопански вести).
- Увод в политическата икономия на военното стопанство. Теория на военно-временната стопанска конюнктура. София: Изд. авт., 1943.
- Конюнктурният анализ на цените. София: Българска наука, 1944, 49 с. (Отпеч. от Год. на Държ. висше у-ще за фин. и адм. науки).
- Скици из Лондон. Пловдив, Хр. Г. Данов, 1945.
- Кратък курс по стопанска география. 1945 (1946, 1947).
- Стабилизацията на лева. София: Българско икономическо дружество, 1946; Лекции по теоретическа политическа икономия. 1947.
- Лекции по теоретическа политическа... 1947.
- Вихров, Ст. Ас. Доспейски [Ас. Христофоров]. Боен път. С.: Изд. на Националния съвет на Отечествения фронт, 1955.
- Скици из Рила. С.: Медицина и физкултура, 1957. (2. изд. 1964).
- В дебрите на Рила. (Пътеписи). С.: Нар. младеж, 1957. (2. изд. 1968).
- Мацакурци. 1958.
- Вуцидей. С.: Бълг. писател, [2. изд. на Мацакурци] 1962.
- Вуцидей. Иманяри. (Повести). С.: Бълг. писател, 1970.
- Планинари. (Разкази). С.: Нар. младеж, 1959.
- Ангария. Исторически роман. 1960. (2. доп. изд. 1966).
- Самоков. Исторически очерк. София: Издателство на Националния съвет на Отечествения фронт, 1962.
- Искровете. Историко-географски очерк. С.: Нар. младеж, 1962.
- Трима с магаре из Рила. Повест. С.: Медицина и физкултура, 1963.
- Кутрето на школо. Разказ. С..: Нар. младеж, 1964.
- Иманяри. Повест. С.: Медицина и физкултура, 1965.
- Бенадов, Х. и Ас. Христофоров. Развигорът. 1966. Изд. на К-та по културата и изкуството. Репертоарен отд. Цикл. изд.
- Говедарци и околностите му. С., 1967.
- Откровения. (Поля, гори и хора). (Очерци). С.: Медицина и физкултура; 1970.
- Избрани произведения и документи. Обща редакция и встъпителна студия Р. Аврамов. Т. 1 – 3. София: БНБ, Поредица „История на финансите и банковото дело“ – Наследство, 2010.
- Избрани съчинения. Т. 1 – 4. Съст. Н. Аретов. С.: Кралица Маб, 2012 – 2018. ISBN 978-954-533-122-0; ISBN 978-954-533-128-2, ISBN 978-954-533-139-8, ISBN 978-954-533-172-5